# نوكيا 101 (2011)
نوكيا 101 (بالإنجليزية: Nokia 101)‏ هو هاتف محمول مُزدوج الشريحة [الإنجليزية] مِن شركة نوكيا، صممتهُ الشركة لإجراء المكالمات وإرسال الرسائل النصيَّة وتشغيل ملفات إم بي 3 وراديو إف إم، مع إمكانيَّة التحدُّث بالهاتف لِمُدة 8 ساعات.

## التاريخ
في 25 أغسطس 2011 أعلنت شركة نوكيا عن «نوكيا 101» بجانب الهاتف «نوكيا 100»، ووفقًا للشركة، فإنَّ «طرازي الهواتف الجديدين، هما أرخص طرازات الهواتف المحمولة على الإطلاق».